# Porvenir
Porvenir (hrvatski naziv: Budućnost) je čileanski grad smješten na otoku Ognjena zemlja. Glavni je grad općine Porvenir i pokrajine Tierra del Fuego, a zajedno s općinama Primavera i Timaukel čini čileansku pokrajinu Ognjenu zemlju (Tierra del Fuego). Od Punta Arenasa odijeljen je Magellanovim prolazom.
Najveći je grad na otoku Isla Grande de Tierra del Fuego, najvećem otoku iz otočja Ognjena zemlja.

## Povijest
Grad Porvenir nastao je 20. lipnja 1894., pod vladom Jorgea Montta Álvareza, te je služio novim rančerima stoke. U početku ga naseljavaju Hrvati ohrabreni otkrićem zlata.

## Stanovništvo
S populacijom od 5.465 stanovnika (2.158 žena i 3.307 muškaraca, prema popisu stanovništva iz 2002), grad Porvenir je dom 3,62% stanovništva regije Magallanes, 13,38% stanovništva živi u ruralnom, a 86,62% u urbanom području.
Grad ima brojne stanovnike hrvatskog podrijetla, što se vidi u nazivima ulica, trgova, zgrada i inih toponima (Casa Croata, Parque Croata). Brojne građevine koje su projektirali ili su im vlasnici bili Hrvati, danas su arhitektonski spomenici.

## Uprava
Općina Porvenir podijeljena je na tri naselja.
| Naselje         | Popis stanovništva 2002. |
| --------------- | ------------------------ |
| Porvenir        | 5.078                    |
| Caleta Josefina | 93                       |
| San Sebastián   | 294                      |

Unutar čileanskh izbornih jedinica, Porvenir u čilskoj zastupničkoj komori zastupaju Carolina Goic (PDC) i Miodrag Marinovic (neov.).

## Šport
- brzinski reli Velika nagrada bratstva‎

## Vanjske poveznice
- Službene stranice općina